# Johann Gottlieb Maaß
Johann Gottlieb Wilhelm Maaß (ur. 15 lipca 1791 w Bagiczu, zm. 7 sierpnia 1861 w Kołobrzegu) – pastor, redaktor pierwszego kołobrzeskiego tygodnika, historyk.
Pochodził z rodziny nauczycielskiej. Jesienią 1796 rodzina przeniosła się do Kołobrzegu. Ojciec został tutaj kierownikiem sierocińca. Mieszkali przy ul. Emilii Gierczak (wtedy niem. Schlieffenstr.). Dom obecnie nie istnieje (zniszczony poważnie w 1945, runął ostatecznie w 1948, grzebiąc szóstkę osób). Będąc dzieckiem (gimnazjum) przeżył oblężenie Kołobrzegu przez Napoleona w 1807. Czas ten odcisnął na nim silne piętno. W walkach stracił siostrę (śmierć od pocisku artyleryjskiego), co zaowocowało postawą pacyfistyczną do końca życia. Studia ukończył na Albertynie w Królewcu i został doktorem filozofii oraz pastorem ewangelickim. Czasowo przebywał w Kętrzynie, a potem powrócił do Kołobrzegu, gdzie piastował funkcję superintendenta.
W tym czasie Maaß rozpoczął intensywne rozwijanie działalności kulturalnej, publicystycznej i oświatowej. Wraz z drukarzem Karolem Ludwikiem Zinkiem powołał do życia Colberger Wochenblatt – pierwszą lokalną gazetę. Był to tygodnik, który wychodził w soboty. Napisał też cztery książki o dziejach Kołobrzegu, częściowo osnute na własnych wspomnieniach. W swoich pracach używał podpisu Theophilos (gr. Gottlieb, pol. Bogumił). Był wrogiem zajmowania się przez osoby duchowne sprawami politycznymi i zwolennikiem dialogu międzyreligijnego.
Podczas uwięzienia w Kołobrzegu arcybiskupa gnieźnieńsko-poznańskiego – Marcina Dunina, odbywał z nim liczne, przyjazne rozmowy. Po uwolnieniu go przez Fryderyka Wilhelma IV, córka Maaßa ustroiła karetę arcybiskupią wiankami.
Pochowany na starym cmentarzu przy ul. Gryfitów (nie istnieje).